# Малковичі (Підкарпатське воєводство)
Малковичі (пол. Małkowice) — село в Польщі, у гміні Орли Перемишльського повіту Підкарпатського воєводства. Розташоване над Сяном. Населення — 923 особи (2011).

## Історія
Поселення на території Малковичів відомі з палеоліту. Перша писемна згадка про поселення датується 1407 роком у привілеї короля Володислава II Ягайла Перемиському православному єпископу Афанасію. За цим привілеєм від кожного двора до королівської скарбниці належалося платити 2 гроші річно. Інші доходи мали йти на храм Івана Хрестителя у Перемишлі. Перемиські владики східного обряду володіли Малковичами до 1596 року. Але фактично вже тоді село опинилося в руках світських феодалів.
Згідно податкового реєстру 1628 року у Малковичах селянам належало 3,5 лани (лан — 22,4 га), було 5 загородників із землею, 3 комірники (безземельні), ремісник, 2 корчми і церква. Близько 1785 року у селі проживало 420 греко-католиків, 60 римо-католиків та 9 вірних Мойсеєвого віросповідання. У 1773 році кріпацтво замінено на панщину, а 1848 року скасовано й панщину.
1862 року парафіяльна греко-католицька школа села була реорганізована на двокласну. У 1911 році в Малковичах були засноване гімнастично-пожежне товариство «Січ», і читальня «Просвіти». Під час бойових дій Першої світової війни Малковичі майже повністю згоріли. У 1928 році окрім «Просвіти» у Малковичах діяли гурток «Сільського господаря», «Аматорський кружок», товариство Сокіл та «Маслосоюз». Було 3 кузні. Працювали й професійні ткачі. Для будівництва нової церкви на місці згорілої під час І Світової війни, була закладена громадська цегельня. Родина Пелехів мала вітрякову електростанцію, котрої вистачало на їх двір. Також у Малковичах було чотири кооперативні магазини, церква і пошта.  У 1920 році було остаточно розпарцельовано панську землю.
1 жовтня 1927 р. з частин територій сільських громад (гмін) Дрогоїв, Гнатковичі і Малковичі Перемишльського повіту утворено сільську гміну Орли.
У ніч з 17 на 18 квітня 1945 року банда польських шовіністів з села Орли (командир — Роман Кісєль «Семп») замордувала в селі щонайменше 138 українців. Документально встановлені прізвища 133 вбитих українців — переважно дітей та жінок. Ті, хто вцілів цієї жахливої ночі, були депортовані.
Після Другої світової війни село увійшло до складу ПНР.
У 1975-1998 роках село належало до Перемишльського воєводства.

## Населення
Демографічна структура станом на 31 березня 2011 року:
|          | Загалом | Допрацездатний вік | Працездатний вік | Постпрацездатний вік |
| -------- | ------- | ------------------ | ---------------- | -------------------- |
| Чоловіки | 442     | 109                | 298              | 35                   |
| Жінки    | 481     | 121                | 272              | 88                   |
| Разом    | 923     | 230                | 570              | 123                  |

Кількість мешканців по роках: 1857 року — 505 осіб, 1881 — 833, 1901 — 948, у 1914 — 1003. У 1880 роки 96% мешканців Малковичів в були українцями.
У 1939 році населення Малковичів становило 1170 осіб. З них: українців-грекокатоликів — 1020, українців-римокатоликів — 20, поляків — 50, польських колоністів міжвоєнного періоду — 70, євреїв — 10. 
У квітні 1945 року українці Малковичів були насильно депортовані до УРСР. Ця акція супроводжувалася насиллям, вбивствами та пограбуванням з боку польських шовіністичних елементів. Після депортації і на даний час етнічний склад Малковичів переважно польський.

## Відомі уродженці
- Федір Фединкевич — український церковний та освітній діяч, ректор Генеральної семінарії греко-католицької церкви у Львові.